# Национальный архив BFI
Национальный архив BFI (англ. BFI National Archive) представляет собой департамент Британского института кино (British Film Institute, сокращенно BFI), и является одним из крупнейших киноархивов в мире. Он был основан как Национальная библиотека кино в 1935 году; первым куратором выступил Эрнест Линдгрен. В 1955 году учреждение было переименовано в Национальный архив кино, а в 1992 году — в Национальный архив кино и телевидения. Текущее название получил в 2006 году.
Архив содержит различные медиа-материалы: фильмы, ТВ-программы, неподвижные изображения (постеры и дизайн-материалы), книги и журналы, аудио-записи, личные записи и документы.
Основная цель архива — коллекционировать, сохранять, реставрировать и распространять фильмы и телевизионные программы, которые помогли сформировать и запечатлеть жизнь Великобритании с момента начала использования кинопленки в конце 19-го века. Ядром коллекции являются британские оригиналы, но также есть зарубежные материалы. Все части коллекции имеют международное значение. Архив также собирает фильмы, в которых представлены ключевые британские актеры и работа британских режиссеров.
Физически коллекция размещена в разных местах. Основным местом хранения является Центр сохранения Пола Гетти (в торговом городке Беркемстед, графство Хартфордшир), но коллекция, хранящаяся на уязвимых носителях, таких как нитратная пленка, ацетатная пленка и другие, содержится в отдельном хранилище BFI в деревне Гейдон, графство Уорикшир.

## Доступ к архиву
На февраль 2021 года архив оцифровал свыше 12 тысяч фильмов, снятых за последние 120 лет. Часть оцифрованного материала находится в открытом доступе, его можно посмотреть на официальном сайте архива. Материалы в открытом доступе разбиты на коллекции по темам, например: "ТВ- и кино-реклама за последние 100 лет", "ЛГБТ в Британии", "Фильмы о буднях эдвардианской Британии", и так далее. Помимо этого, студенты кино-программ и исследователи могут получить доступ к неоцифрованным материалам, оставив заявку с указанием темы своего исследования. Просмотр по запросу проводится только вживую, в Медиатеке кинотеатра BFI в Лондоне. Это платная услуга.